# 岡田素臣
岡田 素臣（おかだ そしん、1885年4月26日 - 1934年3月24日）は、日本の政治家。衆議院議員（1期）。

## 経歴
岐阜県、現在の大垣市出身。1910年、東京慈恵医院医学専門学校(現・東京慈恵会医科大学)卒。東京慈恵病院、東京病院、佐世保海軍共済会病院に勤務する。のち陸軍三等軍医となる。大垣市議、同副議長、岐阜県議、同副議長、同参事会員を歴任し、また大垣市医師会幹事、西濃鉄道、大垣土地各(株)取締役を務めた。
1930年の第17回衆議院議員総選挙において岐阜2区から立憲民政党公認で立候補してトップ当選し、衆議院議員を1期務めた。1932年の第18回衆議院議員総選挙には出馬しなかった。1934年死去。